# Андреа Тринкијери
Андреа Тринкијери (итал. Andrea Trinchieri; Милано, 6. август 1968) италијански је кошаркашки тренер. 

## Каријера
Тринкијери је започео тренерску каријеру као помоћник у Олимпији из Милана у периоду од 1998. до 2004. године. Након тога добија место првог тренера у екипи Ванолија коју је успео из треће лиге да доведе до другог ранга такмичења. Током 2007. године је кратко био тренер друголигаша Јувеказерте. 
У сезони 2008/09. је водио екипу Веролија са којим успева да освоји титулу у италијанској другој дивизији те постаје проглашен за тренера године. Док је водио Вероли довео је са колеџа тада непознатог Кајла Хајнса и ставио га да игра на позицију центра иако је овај нижи од два метра. То се испоставило као добра одлука јер је Хајнс касније направио сјајну каријеру и освојио четири Евролиге.
Добри резултати нису прошли незапажено па је његов следећи клуб био прволигаш Канту. Као тренер овог клуб осваја Суперкуп и бива чак два пута проглашен за тренера године 2010. и 2011. године. Успео је овај клуб да доведе и до Евролиге где су наступали у сезонама 2011/12. и 2012/13.
У јуну 2013. године преузима руски УНИКС Казањ са којим потписује једногодишњи уговор. Водио је клуб до титуле у Купу Русије. Такође је клуб бележио сјајне резултате у Еврокупу па је Тринкијери крајем априла 2014. године проглашен за најбољег тренера овог такмичења у сезони 2013/14. Италијански тренер је руски тим довео до финала, а остварио је рекорд Еврокупа са 64,4 просечно примљених поена по мечу. Уникс је до финала у Еврокупу стигао са 20 победа, уз само два пораза, од којих је један у београдској Арени против Црвене звезде (63:52) у првом мечу полуфинала. У реваншу Уникс је надокнадио минус из првог меча (84:67) и изборио пласман у финале где је у два меча поражен од шпанске Валенсије. 
У јуну 2014. године Тринкијери је постао тренер немачког Брозе Бамберга, потписавши са њима трогодишњи уговор (2+1 година). Са овим клубом је три пута узастопно био првак Немачке а освојио је и по један Куп и Суперкуп. Ипак у сезони 2017/18. клуб је бележио доста слабије резултате па је Тринкијери добио отказ у фебруару 2018. године. У моменту отказа Бамберг се налазио тек на 10. месту првенства Немачке, док је у Евролиги са скором 8 победа и 14 пораза био на 13. месту. Такође клуб је испао у четвртфиналу Купа од Бајерна.
Дана 1. новембра 2018. године постављен је за тренера Партизана, са којим је потписао трогодишњи уговор. Са Партизаном је у сезони 2018/19. освојио Куп Радивоја Кораћа, играо је полуфинале АБА лиге, финале Суперлиге Србије (оба пута поражен од Црвене звезде) а одвео је тим и до ТОП 16 фазе Еврокупа. У сезони 2019/20, која је у марту 2020. прекинута због пандемије корона вируса, Тринкијери је са Партизаном био на првом месту у АБА лиги, док је у Еврокупу имао најбољи скор и обезбеђену предност домаћег терена до самог краја такмичења. Такође, освојен је АБА Суперкуп на почетку сезоне, односно још један Куп Радивоја Кораћа у фебруару 2020. Дана 2. јула 2020, Партизан је објавио да се са Тринкијеријем договорио о споразумном раскиду сарадње.
Дана 15. јула 2020. је постављен за тренера Бајерн Минхена. Клуб се разишао са Тринкијеријем након што му је уговор истекао.
Дана 30. децембра 2023. италијански тренер је именован за главног тренера Жалгириса из Каунаса. Заменио је Казиса Максвитиса, који је напустио клуб после неуспешне прве половине сезоне.

## Приватан живот
Андреа Тринкијери је рођен у Милану. Отац му је из САД, а мајка из Хрватске. Баба му је из Котора, а деда из Италије. Течно говори српски језик.

## Тренерски успеси

### Клупски
- Канту:
  - Суперкуп Италије (1): 2012.
- УНИКС Казањ:
  - Куп Русије (1): 2014.
- Брозе Бамберг:
  - Првенство Немачке (3): 2014/15, 2015/16, 2016/17.
  - Куп Немачке (1): 2017.
  - Суперкуп Немачке (1): 2015.
- Партизан:
  - Суперкуп Јадранске лиге (1): 2019.
  - Куп Радивоја Кораћа (2): 2019, 2020.
- Бајерн Минхен:
  - Куп Немачке (2): 2020/21, 2022/23.
- Жалгирис:
  - Првенство Литваније (1): 2024/25.
  - Куп краља Миндовга (2): 2024, 2025.

### Појединачни
- Тренер године УЛЕБ Еврокупа (1): 2013/14.